# مطار الزنتان
مطار الزنتان الدولي (إياتا:ZIS ، إيكاو:HLZN)هو مطار داخلي يخدم مدينة الزنتان في جنوب غرب ليبيا. وهو يبعد 18 كلم عن وسط المدينة.

## تاريخ
- بدأت الانشاءات في المطار سنة 2011.
- هبوط أول رحلة ركاب تجارية 13/8/2013 نفذتها شركة ليبيا للطيران.
- أول رحلة لشركة الخطوط الجوية الليبية إلى مطار الزنتان كانت بتاريخ: 23/1/2015.[2]
- أول رحلة لشركة الخطوط الجوية الأفريقية إلى مطار الزنتان كانت بتاريخ: 17/2/2016.

## الوصول للمطار
تستغرق الرحلة 20 دقيقة بالسيارة من مركز المدينة إلى مطار الزنتان.

## شركات الطيران
| شركات الطيران           | الوجهات |
| ----------------------- | ------- |
| الخطوط الجوية الأفريقية | بنغازي  |